# Le Secret d'Eunerville
Le Secret d'Eunerville est un roman policier français de Boileau-Narcejac, publié à la Librairie des Champs-Élysées en 1973.
Ce roman, un pastiche, met en scène le célèbre gentleman-cambrioleur Arsène Lupin.

## Résumé
Pendant une chaude nuit de juin 1914, Raoul d'Apignac, alias Arsène Lupin, pénètre par effraction avec un de ses acolytes dans le château d'Eunerville. Il s'intéresse aux toiles de maître et autres trésors qu'abrite cette somptueuse demeure de la Renaissance, mais entend faire quelques repérages pour laisser au propriétaire les faux et les objets d'authenticité douteuses. Quand on s'appelle Lupin : « On ne se contente pas de rossignols, comme les milliardaires américains ». 
Pendant la visite des lieux, en posant le pied sur la première marche de l'escalier, il déclenche le système d'alarme. Or, rien ne bouge. Intrigué, Lupin constate qu'ayant été drogués, tous les habitants du château dorment d'un sommeil de plomb. Il remarque alors par une fenêtre des ombres qui fuient dans le parc, chargées d'un gros paquet. Lupin les prend en filature et devient témoin de l'enlèvement d'un domestique. Aussi n'hésite-t-il pas à secourir la victime et, le lendemain matin, à se transformer en chevalier servant pour protéger l'héritière du château, la belle Lucie aux yeux violets. C'est le début de l'affaire du secret d'Eunerville, dont les clefs se trouvent dans l'histoire de France et qui pourrait valoir à Lupin son plus gros butin.

## Rééditions
- Le Livre de poche policier no 4098, 1975 ;
- Collection Le Masque no 1849, 1986 ;
- dans Arsène Lupin, vol. 4, Robert Laffont « Bouquins », 1992 ;
- Masque poche no 5, 2012.

## Prix et récompenses
- Prix Mystère de la critique, meilleur roman français 1974[2]

## Sources bibliographiques
- Jean Tulard, Dictionnaire du roman policier : 1841-2005. Auteurs, personnages, œuvres, thèmes, collections, éditeurs, Paris, Fayard, 2005, 768 p. (ISBN 978-2-915793-51-2, OCLC 62533410), p. 580.
- Claude Mesplède (dir.), Dictionnaire des littératures policières, vol. 2 : J - Z, Nantes, Joseph K, coll. « Temps noir », 2007, 1086 p. (ISBN 978-2-910-68645-1, OCLC 315873361).